# 아웃랜더 (드라마)
《아웃랜더》(영어: Outlander)는 2014년부터 현재까지 스타즈에서 방영 중인 역사소설 드라마이다. 다이아나 개벌든의 소설 아웃랜더 시리즈가 원작이다.